# Letsie II Lerotholi
Letsie II du Lesotho est le chef suprême du Basutoland du 21 août 1905 au 28 janvier 1913.

## Biographie
Letsie II est le premier fils de la seconde épouse du chef suprême Lerotholi Letsie. Il grandit dans le village de son père, Likhoele près de Matsieng. Avec son père, il combat avec succès son oncle Masopha en 1898.
Son père Lerotholi Letsie meurt le 9 août 1905. Letsie II est le premier chef suprême du Basutoland à être confirmé dans ce tôle par le haut-commissaire britannique. Il fonde le village de Phahameng entre Likhoele et Morija, et y réside. Letsie. II s'oppose, comme ses ascendants, à l'intégration du Basutoland dans l'Union d'Afrique du Sud, fondée en 1910. Lors de la création du South African National Council, mouvement précurseur de l'African National Congress 'ANC), Letsie II est l'un des présidents de l'assemblée. Il meurt en 1913.
Letsie II a longtemps entretenu une relation avec 'Mamojela, une concubine veuve de son grand-père Letsie Ier Moshoeshoe. Son seul descendant mâle issu d'un mariage est le fils Tau, qui meurt de manière inexpliquée peu après sa propre mort. De ce fait, c'est son frère Griffith Lerotholi qui devient son successeur.